# Belleville-et-Châtillon-sur-Bar
Belleville-et-Châtillon-sur-Bar – miejscowość i gmina we Francji, w regionie Grand Est, w departamencie Ardeny.
Według danych na rok 1990 gminę zamieszkiwało 340 osób, a gęstość zaludnienia wynosiła 16 osób/km². Powierzchnia gminy wynosi 21,25 km².